# 片山まさゆき
片山 まさゆき（かたやま まさゆき、1959年4月20日 - ）は、日本の漫画家。本名は、片山 政幸。千葉県旭市出身。明治大学文学部中退。麻雀漫画を数多く発表しており、同ジャンルの第一人者と目される。愛称は「片チン」。

## 概要
明治大学漫画研究会に在籍し、在学中から漫画を描いて収入を得ていた。ただし漫研内ではほとんど描いておらず、麻雀ばかりしていたと語っている。1981年、『週刊ヤングマガジン』に掲載された『平和（ピンフ）警察』でデビューした。その後、同誌で連載された麻雀漫画『ぎゅわんぶらあ自己中心派』は、強運を持つ主人公・持杉ドラ夫を始めとする個性的なキャラクターが登場して話題となり、片山の出世作となった。
一方で、とことんツキのないキャラクターを主人公に据えた『スーパーヅガン』を『近代麻雀オリジナル』誌上に連載した。こちらは『ぎゅわんぶらあ自己中心派』の1年前から掲載が開始されていた。こちらは、駆け出しこそ今ひとつであったが、半年後ぐらいには同誌の看板漫画にまで成長し、『ぎゅわんぶらあ自己中心派』とともに若者の麻雀人口拡大に寄与した。また、この『スーパーヅガン』は連載終了後の1992年にフジテレビ系列でテレビアニメ化されており、片山にとって唯一のアニメ作品である。アニメ版では他作品の主人公爆岡やドラ夫が雀荘の客としてカメオ出演しており、また、本編終了後にファミコンソフト『ぎゅわんぶらあ自己中心派』のコマーシャルを流す演出となっていた。
『ぎゅわんぶらあ自己中心派』『スーパーヅガン』の終了後、明大前に雀荘「ミスチョイス」を開店させた。店名の由来は『ぎゅわんぶらあ自己中心派』の舞台だった同名の雀荘である。しばしば作中にも登場させたが、経営が行き詰って閉店した。その後2002年に吉祥寺駅前に雀荘「ミスチョイスR」を開店させた。2007年には高円寺駅前に2号店となる雀荘「ミスチョイスQ」を開店させている。
上記ギャグ漫画2作品終了後はストーリー漫画に路線を転換した。その代表作として『ノーマーク爆牌党』があり、片山が持つ麻雀ノウハウと理論を生かした闘牌シーンを描いた本格派の作品である（ただし、同作は当初からシリアスだったわけではなく当初はギャグ寄りの内容だった）。自身の麻雀の実力も高く、第1回麻雀最強戦では並み居るプロを押しのけて第1期最強位の座に就いており、麻雀界での人脈を生かしてプロの闘牌協力を得ている作品もある。
作風として、麻雀漫画としては異例なほど「裏社会（やくざ）との絡み」「暴力」といった面をストーリーに取り入れず、極力排除している。先述の『スーパーヅガン』や『ミリオンシャンテンさだめだ!!』のように、「麻雀の腕・知識はそれなり以上にあるのに、ツキがないために弱い」キャラクターを主人公に据えることが他作家より多いのも特徴である。
2004年から2010年まで連載された『打姫オバカミーコ』は、初心者同然の主人公に一流プロが手ほどきする内容を通して、読者の麻雀学習にも役立つ作品となっている。この作品は片山の作品で最も巻数が多く、自身も代表作と位置付けている。
一方、画力に難があることは本人も自認しており、キャラクターが上手く描けないでスランプに陥った時、たまたま入手した自作品のパロディ同人誌を参考にしてキャラクターのデザインを修正したというエピソードがあったり、一時期アシスタントとして修行していた時に「片山くんは一生懸命線を引く練習をしている（そこから勉強しなければならなかった）」と報告されたという逸話も持っている。明大の先輩である漫画家のいしかわじゅんのもとへデザインのアシスタントに行ったこともある。『BSマンガ夜話』にいしかわが出演した際その時のことについて触れ、「昔、片山がウチに1日だけデザインで来たことがあるが、アシスタントとしてはまったく役に立たなかったので1日でクビにして、二度と呼ばなかった」と語っている。
麻雀以外の題材を扱った作品も何点か発表している。ファミコン漫画『大トロ倶楽部』や、三国志をモチーフにした『SWEET三国志』など、いずれもギャグタッチの作品となっている。また青木裕司との共著で、国際関係史をモチーフにした『サクサク現代史！』、続刊『中国がわからない！、サクサク現代史！・アジア激闘編』を「ナレッジエンタ読本」メディアファクトリーから出版している。

## 作品リスト

### コミックス
- ぎゅわんぶらあ自己中心派（1982、講談社、週刊ヤングマガジン）
- スーパーヅガン（1983-1989、竹書房、近代麻雀オリジナル）
- 片山まさゆきの麻雀教室（記事協力：馬場裕一）（1984、講談社）
- ウォッカ・タイム（1985、講談社）
- 芸能高校はざま組（1987、講談社）
- シャキシャキ・カフェ（1989、講談社）
- ノーマーク爆牌党（1989-1997、竹書房）
- ルーザーズサークル（1992、講談社）
- SWEET三国志（1993、講談社）
- 大トロ倶楽部（アスキー・メディアワークス）
- レッドカブラ（1995、マガジンハウス）
- ふんぞり王国（共著：山崎一夫）（1995-1996、竹書房）
- 夢リーチファイター素人伝説（1996、講談社）
- 理想雀士ドトッパー（1997、講談社）
- ミリオンシャンテンさだめだ!!（1997-2000、竹書房）
- まんちょくスナイパーとどめ（1998、講談社）
- 牌賊! オカルティ（2000-2004、竹書房）
- スーパーヅガンアダルト（2002、竹書房）
- 最弱!ルーズドッグス（2002、講談社、イブニング）
- 運王シリーズ（2003、講談社、イブニング）
- 打姫オバカミーコ（2004-2010、竹書房）
- 勝盛!! オカルト麻雀の逆襲（2004、竹書房）
- オーラ打ち 言霊マンボ（2006、竹書房）
- 馬人ノーヘヴン（2006、竹書房、近代麻雀ギャンブルCOM）
- 雀賢者ポッチカリロ（2007、竹書房）
- クロカルクラブキル（2008-2009、竹書房）
- プレイスファジストマネー（2009-2010、講談社）
- 満潮!ツモクラテス（2010-2012、竹書房）
- 雀術師シルルと微差ゴースト（2012-2013、竹書房）

### デザイン

#### コンピュータゲーム
- あっぱれ! 将棋じいさん 〜わしと勝負じゃ〜（キャラクターデザイン）
- 日本プロ麻雀棋士会監修 プロになる麻雀DS（キャラクターデザイン）

### その他
- 雀ぶらあズ・バイブル ぎゅわんぶらあ自己中心派の最強麻雀入門（監修：片山まさゆき、協力：馬場裕一）（1986、講談社）　ISBN 978-4062030533
- バカヅキハリケーン マージャン百科全書（共著：馬場裕一）（1989、竹書房）　ISBN 978-4884750435
- バカヅキタイフーン マージャン百科全書（共著：馬場裕一）（2002、竹書房）　ISBN 978-4812409251
- 近代麻雀 何を切る!? 1（イラスト：片山まさゆき、著：馬場裕一）（1989、竹書房）　ISBN 4884750764
- 近代麻雀 何を切る!? 2（イラスト：片山まさゆき、著：馬場裕一）（1991、竹書房）　ISBN 4884750853
- 近代麻雀 何を切る!? 3 片山まさゆき編（共著：馬場裕一）（1991、竹書房）　ISBN 4884750861
- 近代麻雀 何を切る!? 4 満貫を狙え!!（イラスト：片山まさゆき、著：馬場裕一）（1992、竹書房）　ISBN 488475137X
- 近代麻雀 新 何を切る? 逆転の法則（イラスト：片山まさゆき、著：馬場裕一）（1994、竹書房）　ISBN 978-4884752903
- 定本 何を切る!? 1（共著：馬場裕一、西原理恵子）（1992、竹書房）　ISBN 9784884756031
- 定本 何を切る!? 2（共著：馬場裕一、みやわき心太郎、有元美保、どい誠）（1995、竹書房）　ISBN 9784884758592
- 答えてバビィ 麻雀トラブル解決法 1卓に1冊!!麻雀もめごと和睦の書（共著：馬場裕一、桜井章一）（1996、竹書房）　ISBN 978-4812401880
- 片山まさゆきオールスターズ 麻雀入門王 1 入門の章 打てるようになる!!（1998、竹書房）　ISBN 4812403685
- 片山まさゆきオールスターズ 麻雀入門王 2 実践の章 アガれるようになる!!（1998、竹書房）　ISBN 4812403693
- 片山まさゆきオールスターズ 麻雀入門王 3 戦術の章 勝てるようになる!!（1998、竹書房）　ISBN 4812403707
- 何を切る!?MASTER 完全保存版 初心者から上級者まで必ずワンランク雀力アップをお約束!!（共著：馬場裕一）（2000、ぶんか社）　ISBN 978-4821106257
- バビィ&片チンの麻雀 これだけわかればすぐ打てる!（イラスト：片山まさゆき、著：馬場裕一）（2001、日本文芸社）　ISBN 978-4537200645
- ナレッジエンタ読本6 サクサク現代史!（共著：青木裕司〈河合塾世界史講師〉）（2008、メディアファクトリー） ISBN 978-4840123006
- ナレッジエンタ読本16 中国がわからない! サクサク現代史! アジア激闘編（共著：青木裕司〈河合塾世界史講師〉）（2009、メディアファクトリー） ISBN 978-4840126281
- サクサクわかる現代史（共著：青木裕司〈河合塾世界史講師〉）（2010、メディアファクトリー）　ISBN 978-4840134965
- サクサクわかる世界経済の仕組み（共著：青木裕司〈河合塾世界史講師〉）（2011、メディアファクトリー）　ISBN 978-4840142168
- 片山まさゆきの楽勝麻雀（2018、三交社）　ISBN 978-4879198327
- 馬場裕一の見た夢 –The Dream that Yuichi Baba had（イラスト：片山まさゆき、著：馬場裕一、黒木真生）（2023、 文友舎）ISBN 9784867038093

## 出演
- 東京六大学麻雀リーグ戦（MONDO21）
- 麻雀 BATTLE ROYAL 2008（MONDO21）
- 競馬場の達人（グリーンチャンネル）
- 地球は競馬でまわってる（ラジオNIKKEI）

## 麻雀戦歴
- 第1期麻雀最強戦優勝[6]
- 第18期麻雀最強戦決勝進出[6]
- 麻雀最強戦2012著名人代表決定戦・風神編優勝 決勝進出[6][7]
- 麻雀最強戦2015歴代最強位代表決定戦優勝 ファイナル進出[8]
- 麻雀最強戦2018著名人代表決定戦 技術の剣優勝 決勝進出[6]
- 麻雀最強戦2022著名人最強決戦優勝 ファイナル進出[9]

## 関連人物
- 馬場裕一　プロ雀士。『スーパーヅガン』などに登場する「ババプロ」のモデル。東京六大学麻雀リーグからの知己。
- 渡辺健一　漫画家。明治大学漫画研究会の後輩。『スーパーヅガン』などに登場する「渡辺」のモデル。
- 五十嵐浩一　漫画家。明治大学漫画研究会の先輩。『スーパーヅガン』などに登場する「とっつぁん顔の五十嵐くん」のモデル。
- 高田裕三　漫画家。明治大学漫画研究会の後輩。元アシスタント。
- 桜井章一　雀鬼会会長。片山も雀鬼会に参加していたことがある[10]。『スーパーヅガン』に登場する「桜田門外」のモデル。
- 柴門ふみ　漫画家。麻雀仲間。『ぎゅわんぶらあ自己中心派』に登場する「オクトパシーふみ」のモデル。